# Elateia (Phokis)
Elateia (altgriechisch Ἐλάτεια) war eine antike griechische Stadt und neben Delphi der wichtigste Ort in der mittelgriechischen Landschaft Phokis. Sie lag am Ausgang der Straße von den Thermopylen in das fruchtbare Tal des Flusses Kephisos und kontrollierte damit einen wichtigen Weg zum südlichen Griechenland. Daher spielte sie in Kriegszeiten wiederholt eine strategisch bedeutsame Rolle.
Unterhalb von Elateia fanden sich bedeutende Reste neolithischer Siedlungen sowie zahlreiche Gräber aus mykenischer Zeit. Aus den Funden kann auf eine Blüte der Stadt in vorklassischer Zeit geschlossen werden. Diese Blüte kam schließlich zum Erliegen, und Homer erwähnt Elateia nicht bei den phokischen Städten im Schiffskatalog.
Laut der griechischen Mythologie soll der arkadische König Elatos, Sohn des Arkas, Elateia gegründet haben; sein in der Stadt aufgestelltes Standbild sah noch der griechische Schriftsteller Pausanias. Der  persische König Xerxes ließ während seines Krieges gegen Griechenland 480 v. Chr. Elateia und andere phokische Städte einäschern. Elateia wurde neu erbaut, seine Stadtmauer jedoch 426 v. Chr. teilweise von einem Erdbeben zum Einsturz gebracht. 346 v. Chr. wurde es nach dem Dritten Heiligen Krieg gemäß dem Amphiktyonenbeschluss mit allen Städten in Phokis zerstört. Als König Philipp II. von Makedonien im Rahmen des Vierten Heiligen Krieges im Herbst 339 v. Chr. Elateia eroberte und dessen Festungsanlagen wiederherstellte, gingen die griechischen Großmächte Theben und Athen einen gegen Philipp gerichteten Pakt ein. Sie wurden aber im nächsten Jahr in der Schlacht von Chaironeia vernichtend geschlagen; damit endete faktisch die griechische Unabhängigkeit. 301 v. Chr. gelang es Elateia, sich erfolgreich dem Diadochen Kassander zu widersetzen.
Der makedonische König Philipp V. konnte Elateia erobern. Im Verlauf von dessen Krieg gegen das Römische Reich marschierte der Konsul Titus Quinctius Flamininus 198 v. Chr. in Phokis ein und hatte hier nur bei der Einnahme von Elateia größere Probleme, weil eine friedliche Abmachung mit den vornehmen Elateiern infolge der starken makedonischen Besatzung scheiterte. Er musste die Stadt länger belagern und schließlich erstürmen, wobei er die auf der Burg verschanzten übriggebliebenen Besatzer abziehen ließ. 86 v. Chr. widerstand Elateia einem Angriff des Taxiles, eines Feldherrn des Königs Mithridates VI. von Pontos. Dieser militärische Erfolg der Stadt fand während des Ersten Mithridatischen Krieges statt. Rom erklärte deshalb Elateia für frei.
Seit 347 n. Chr. war Elateia zeitweise Sitz eines Bischofs; auf das Bistum geht das Titularbistum Elatea der römisch-katholischen Kirche zurück. Noch für das 4. Jahrhundert wird Elateia – nun unter dem Namen Elatina – als befestigte Stadt bezeichnet; auch in byzantinischer Zeit finden sich Erwähnungen.
Unbedeutende Reste der antiken Stadt, darunter Stadtmauer und Akropolis, liegen beim heutigen Dorf Elateia (Lefta). Pausanias berichtet bei seiner Beschreibung der Stadt, dass vor allem die Agora, ein Tempel des Asklepios, ein Theater und eine eherne Statue der Athena erwähnenswert seien. Ferner nennt er ein Heiligtum der Athena Kranaia, das drei Kilometer nordöstlich der Stadt auf einem Hügel entdeckt wurde. Bei Grabungen fanden sich allerdings nur relativ geringe Reste dieses Tempels.